# Presas fáciles
Presas fáciles és un còmic del 2016 amb guió i il·lustracions de Miguelanxo Prado. Fou nominat al premi a la millor obra del Saló Internacional del Còmic de Barcelona de 2017.

## Argument
Enmig d'un desolat clima social en el qual els desnonaments i la corrupció política estan a l'ordre del dia i en el qual la devastadora crisi financera ha condemnat a l'atur i a la misèria a milers de persones, de cop un seguit de morts d'alts directius i banquers aixequen la suspicàcia de la inspectora de policia Tabares i el seu company Sotillo.
Ambdós inicien una investigació alertats per la cadena de sospitosos esdeveniments en la qual els alts càrrecs han perdut la vida. Les víctimes són José Manuel de la Villa, conseller d'un banc, que ha sigut atropellat mortalment per un cotxe, i Joan Taboada, també empleat d'una entitat bancària, que apareix mort per presumpte enverinament. Els inspectors segueixen de prop els esdeveniments i sorgeix el dilema moral de si es veuen confrontats amb un presumpte assassí en sèrie o bé a un justicier social sorgit per venjar a les víctimes del depredador i corrupte sistema.

## Gestació del còmic
Després d'haver-se centrat en històries com Trazo de tiza o Ardalén, en els quals el misteri, la melancolia i la poesia en són els protagonistes, Miguelanxo Prado tenia ganes de canviar de gènere, «canviar de registre per divertir-me», tal com afirmava l'autor. Al principi pretenia fer un còmic de temàtica policiaca però finalment li va sortir un còmic de crítica social, influenciat per la precària situació social del país.
Escoltant les notícies a la ràdio, Miguelanxo Prado va assabantar-se del suïcidi d'una parella de jubilats que havien perdut tots els estalvis en participacions preferents. S'havien llevat la vida en saber que serien desnonats del seu habitatge després d'haver avalat amb el pis la hipoteca d'un dels seus fills, que no havia pogut pagar quan va perdre el treball. Segons l'autor, «Vaig escoltar això i vaig pensar, això no pot estar passant al meu país i a partir d'aquí em vaig anar topant amb més notícies d'aquesta mena, unes tragèdies que no estaven tenint la visibilitat suficient als mitjans de comunicació». Prado va desenvolupar aleshores una trama en la qual es mesclen corrupció, la impunitat de la banca, la venjança i la impunitat d'un sistema que aboca als més inofensius a l'abisme. De simple thriller va passar a voler reflectir el clima de «frau social» que es respira a aquesta Espanya regida per un sistema «sense pietat amb els més dèbils».
Segons Prado, el seu còmic «és una obra que neix de la ràbia, del cabreig, però després de dos anys de reflexió, m'he adonat que com a societat hem tingut una deixadesa global, posant tot el pes a les urnes, com si poder votar cada quatre anys legitimés el que està passant (...)».
Prado comentava que no podia ser que un expresident d'un banc rebés una indemnitsació de 18 millions després d'haver-lo portat a la ruina i afegia que «és indefensalbe i inadmisible que aquesta gent estigui disfrutant de quantitats milionàries i que el Banc d'Espanya o la Comisión Nacional del Mercado de Valores […] mirin cap a un altre costat».

## Presas fácilesal Saló del Còmic de Barcelona
El còmic de Prado va formar part de l'exposició "Novel·les gràfiques compromeses" del Saló Internacional del Còmic de Barcelona de 2017. La mostra va estar dedicada al còmic de denúncia social i va contenir obres sobre temes com els desnonaments, el moviment dels indignats, la corrupció, el racisme o la indigència.